# Karen Baumeister
Karen Baumeister (* 24. März 1965 in Lünen) ist eine ehemalige deutsche Volleyballspielerin.

## Karriere
Karen Baumeister begann mit dem Volleyball in ihrer Heimat beim Lüner SV. Im Jahre 1982 wechselte sie zum Bundesligisten TV Hörde und 1984 zum Deutschen Meister SV Lohhof, mit dem sie 1986 Deutscher Meister und Pokalsieger wurde. Danach spielte die Mittelblockerin bis 1989 für den Ligakonkurrenten USC Münster. In ihrer erfolgreichsten Saison 1989/90 wurde sie mit dem CJD Feuerbach erneut Deutscher Meister und Pokalsieger. Außerdem gewann sie die Wahl zur Volleyballerin des Jahres 1990. Danach kehrte sie nach Münster zurück und gewann hier 1991 erneut den DVV-Pokal. 
Baumeister war zwischen 1984 und 1990 170-malige deutsche Volleyball-Nationalspielerin.

## Privat
Baumeister hat ein Studium der Sonderpädagogik und ein Sportstudium im Rahmen einer Lehramtsausbildung absolviert. Sie arbeitet in ihrer eigenen Praxis für Physiotherapie in Lünen.